# Sahlene
Anna Cecilia Sahlin (Söderhamn, 11 mei 1976) is een Zweedse zangeres, beter bekend als Sahlene en Anna Sahlene. In 2002 vertegenwoordigde zij Estland op het Eurovisiesongfestival met het lied Runaway.

## Carrière
Sahlene is afkomstig uit een muzikale familie en zij begon op jonge leeftijd met zingen en het bespelen van instrumenten (onder andere piano, cello, gitaar en hobo). Haar eerste stappen in de media zette ze toen ze in 1986 als negenjarige de rol van Anna speelde in de film De kinderen van Bolderburen naar het boek van Astrid Lindgren. Ze hernam de rol in een vervolgfilm in 1987.
Op achttienjarige leeftijd verhuisde Sahlene naar Stockholm om een muzikale carrière te beginnen. Ze werd zangeres bij de r&b- en popband Rhythm Avenue, die een album in Zweden en Japan uitbracht. In 1998 verliet ze Rhythm Avenue om als achtergrondzangeres op te treden bij artiesten als Eric Gadd, Carola, Robyn en Charlotte Nilsson.
Sahlenes eerste solosingle kwam uit in 2000 en heette The Little Voice, wat ook de titeltrack van haar debuutalbum was. Van dit album kwamen drie videoclips: Fifth Element, The Little Voice, die in de top 5 van de "MTV Nordic's most played"-lijst belandde, en Fishies, op locatie gefilmd op het Italiaanse eiland Sardinië. Het album The Little Voice werd echter nooit uitgebracht vanwege EMG’s verkoop van Roadrunner Arcade Music en een uiteindelijk bankroet van de platenmaatschappij. Sahlene kwam vervolgens terecht bij Virgin Records Sweden.
In januari 2002 werd Virgin gecontacteerd vanuit Estland toen een van de populairste zangeressen van dat land, Ines, zich op het allerlaatste moment terugtrok uit de nationale finale voor het Eurovisiesongfestival waar ze het lied Runaway zou zingen. Het team achter Runaway kon geen Estse vervanger vinden en zocht zijn heil in Zweden. Virgin bood de kans aan Sahlene aan en zij zei ja tegen het lied. Sahlene won de nationale finale en mocht meedoen voor gastland Estland aan het Eurovisiesongfestival, waar zij de derde plaats behaalde. Het lied werd een groot succes in de hitparades, niet alleen in Estland en Zweden maar ook in de andere Scandinavische landen en Baltische staten, alsmede in Zwitserland en Frankrijk. Dit was echter niet Sahlenes eerste keer op het Songfestivalpodium: in 1999 en 2000 was zij al backing vocal geweest voor de Zweedse en Maltese inzendingen respectievelijk.
Uiteindelijk verschenen de meeste nummers van het album Little Voice op een nieuw album in april 2003, genaamd It's Been A While, waarop ook het lied Runaway staat. In 2003 nam Sahlene ook deel aan Melodifestivalen, de Zweedse preselectie voor het Eurovisiesongfestival, maar zij raakte niet door de halve finale. Zeven jaar na haar laatste album kwam in 2012 een nieuw album uit, getiteld Roses.
In 2005 veranderde Sahlene haar artiestennaam naar Anna Sahlene. Dat jaar verscheen ook haar tweede album, getiteld Photograph, met de hitsingle Creeps. Creeps kwam in Zweden en Finland in de hitparade. In 2006 deed zij opnieuw een poging om naar het Songfestival te gaan, maar opnieuw overleefde Anna Sahlene de halve finale niet.

## Ander werk in de media
- Anna Sahlene sprak de stem in voor de robot Cappy in de Zweedse versie van de animatiefilm Robots uit 2005. in 2013 sprak zij de stem in van Koningin Tara voor de animatiefilm Epic.
- In 2007 nam Anna Sahlene deel aan het televisieprogramma Let's Dance, de Zweedse versie van Dancing with the Stars.
- In 2007 en 2008 speelde zij in Zweden de vrouwelijke hoofdrol in de musical Footloose.

## Privéleven
In 2010 trouwde Sahlene met de Zweedse gitarist Jimmy Wahlsteen, met wie ze toen 13 jaar samen was. Ze hebben twee kinderen: Lily (2006) en Mika (2011).

## Discografie (albums)
- It's Been A While (2003)
- Photograph (2005)
- Roses (2012)